# Irene Staunton
Irene Staunton est une éditrice, chercheuse et écrivaine zimbabwéenne qui travaille dans les domaines de la littérature et des arts depuis les années 1970, tant au Royaume-Uni qu'au Zimbabwe. Sa première maison d'édition est Baobab Books qu'elle cofonde avec Hugh Lewin. Puis en 1999, avec Murray McCartney, elle cofonde Weaver Press, une maison d'édition située à Harare. Staunton est l'éditrice de plusieurs anthologies reconnues d'histoire orale, de nouvelles et de poésie. Parmi ces anthologies, on trouve notamment Mothers of the Revolution: War Experiences of Thirty Zimbabwean Women (1990), Children in our Midst: Voices of Farmworker's Children (2000), Writing Still: New Stories from Zimbabwe (2003), Women Writing Zimbabwe (2008), Writing Free (2011), et Writing Mystery & Mayhem (2015). 

## Carrière
Staunton nait au Zimbabwe puis étudie la littérature anglaise au Royaume-Uni. Elle commence sa carrière dans l'édition à Londres, où elle est employée par John Calder. Après l'indépendance du Zimbabwe en 1980, elle y retourne et travaille comme rédactrice, d'abord pour le Département culturel du Ministère de l'éducation et de la culture, puis pour l'unité de développement des programmes d'études du même ministère. 

### Baobab Books
En 1987, Staunton et Hugh Lewin cofondent Baobab Press, « qui a rapidement acquis la réputation d'un éditeur littéraire passionnant », et en 11 ans, la société publie une gamme d'oeuvres de fiction, des essais, de la poésie, des livres pour enfants, des livres d'art et des manuels. La liste des œuvres publiées par Baobab Press comprend des œuvres primées de grands auteurs tels que Chenjerai Hove (Prix Noma pour l'édition en Afrique ) et Shimmer Chinodya (lauréat du Prix des écrivains du Commonwealth), ainsi que le travail posthume de Dambudzo Marechera et toutes les œuvres de fiction d'Yvonne Vera. Chez Baobab Books, Staunton compile la première histoire orale zimbabwéenne comportant des récits de femmes dans la lutte de libération, Mothers of the Revolution. Elle déclare: « J'ai eu beaucoup de chance que mes parents nous ont appris à respecter les gens de tous horizons et nous ont montré que ce qui importait n'était pas l'argent ou le statut mais la chaleur, la compassion, l'humour et l'intégrité - des valeurs ancrées dans le respect de soi et la dignité humaine. Ma mère était également impliquée dans la Fédération des clubs de femmes africaines, faisant du bénévolat, ce qu'elle aimait beaucoup et qui m'a donné, à travers elle, accès à des femmes fortes, douces et pleines d'humour travaillant de longues heures pour leurs familles dans les zones rurales ». 

### Weaver Press
En 1999, Staunton quitte Baobab Books et crée Weaver Press avec Murray McCartney, travaillant également à temps partiel pour la série des écrivains africains Heinemann jusqu'en 2003. Cette petite société d'édition générale indépendante produit des livres sur le Zimbabwe (englobant la fiction littéraire, l'histoire, la politique, les études sociales et les questions de genre), compte parmi ses auteurs à succès Chimamanda Ngozi Adichie, NoViolet Bulawayo, Brian Chikwava, Shimmer Chinodya, Petina Gappah, Tendai Huchu, Sarah Ladipo Manyika, Sekai Nzenza, Valerie Tagwira ou Yvonne Vera. Tinashe Mushkavanhu écrit à propos d'Irene Staunton: « C'est le travail des écrivains qu'elle a publiés qui a toujours occupé le devant de la scène, remportant des distinctions internationales ou se faisant traduire... Weaver Press a été la société d'édition la plus active au Zimbabwe dans une économie en difficulté ». Le programme de publication d'œuvres de fictions est développé avec le soutien de l'ONG néerlandaise Hivos. 

### Activités littéraires connexes
Staunton s'intéresse depuis de nombreuses années à la recherche à travers des histoires orales, parfois dans des projets en collaboration avec d'autres organisations, en se concentrant sur des voix africaines inconnues, en particulier celles des femmes et des enfants zimbabwéens,,. 
Elle travaille avec Save the Children au Zimbabwe sur diverses publications, y compris Children in Our Midst: Voices of Farmworkers' Children (2000), sur la base d'entretiens et de dessins de centaines d'enfants d'une école agricole dans une région rurale du Zimbabwe, évoquant les différents problèmes les concernant. Un critique de la revue Children, Youth and Environments écrit: « Les chapitres, composés entièrement de déclarations écrites ou enregistrées des enfants, couvrent de nombreux aspects de la vie des enfants, y compris leur vision d'eux-mêmes (« Je suis un enfant »), les familles, maisons, expérience de travail, école, coutumes et jeux («Parfois, nous nous amusons»)... Ce n'est pas simplement un livre qui publie les opinions des enfants qui travaillent. C'est un livre qui remet en question nos hypothèses occidentales sur une enfance saine. Il dépeint des images vivantes de ce que c'est que de grandir dans des fermes commerciales au Zimbabwe, avec des responsabilités professionnelles dès le plus jeune âge intégrées à l'éducation, en tant qu'aspect légitime des traditions locales. » 
En collaboration avec Chiedza Musengezi de Zimbabwe Women Writers, Staunton publie A Tragedy of Lives: Women in Prison in Zimbabwe, basé sur des entretiens avec d'anciennes détenues, et Women of Resilience: The Voices of Women Ex-combattants (2000). 
La nouvelle écrite par Staunton, "Pauline's Ghost", est sélectionnée pour le prix littéraire PEN/Studzinski en 2009, présidé par JM Coetzee,
Staunton est respectée en tant qu'éditrice et ses auteurs remportent de nombreux prix . Stanley Gazemba dans son article African Publishing Minefields and the Woes of the African Writer salue l'attention accordée par Staunton « au processus d'édition et au design et à la qualité de ses livres ». Elle est régulièrement invitée à des événements littéraires locaux et internationaux,,. La qualité de ses collections d'oeuvres zimbabwéennes est reconnu par la critique et Irene Staunton écrit elle-même des articles sur l'édition au Zimbabwe. De 2003 à 2015, elle travaille en étroite collaboration avec Poetry International en tant qu'éditrice zimbabwéenne, avant de transmettre ce rôle à Togara Muzanenhamo.

## Vie privée
Staunton est mariée à Murray McCartney. Ils se rencontrent alors qu'il est directeur adjoint de l'Africa Centre à Londres. Le couple déménage à Harare en 1983. C'est avec son mari qu'Irene Staunton dirige Weaver Press.